# Köfering
Köfering è un comune tedesco di 2 375 abitanti, situato nel land della Baviera.